# Peltasta

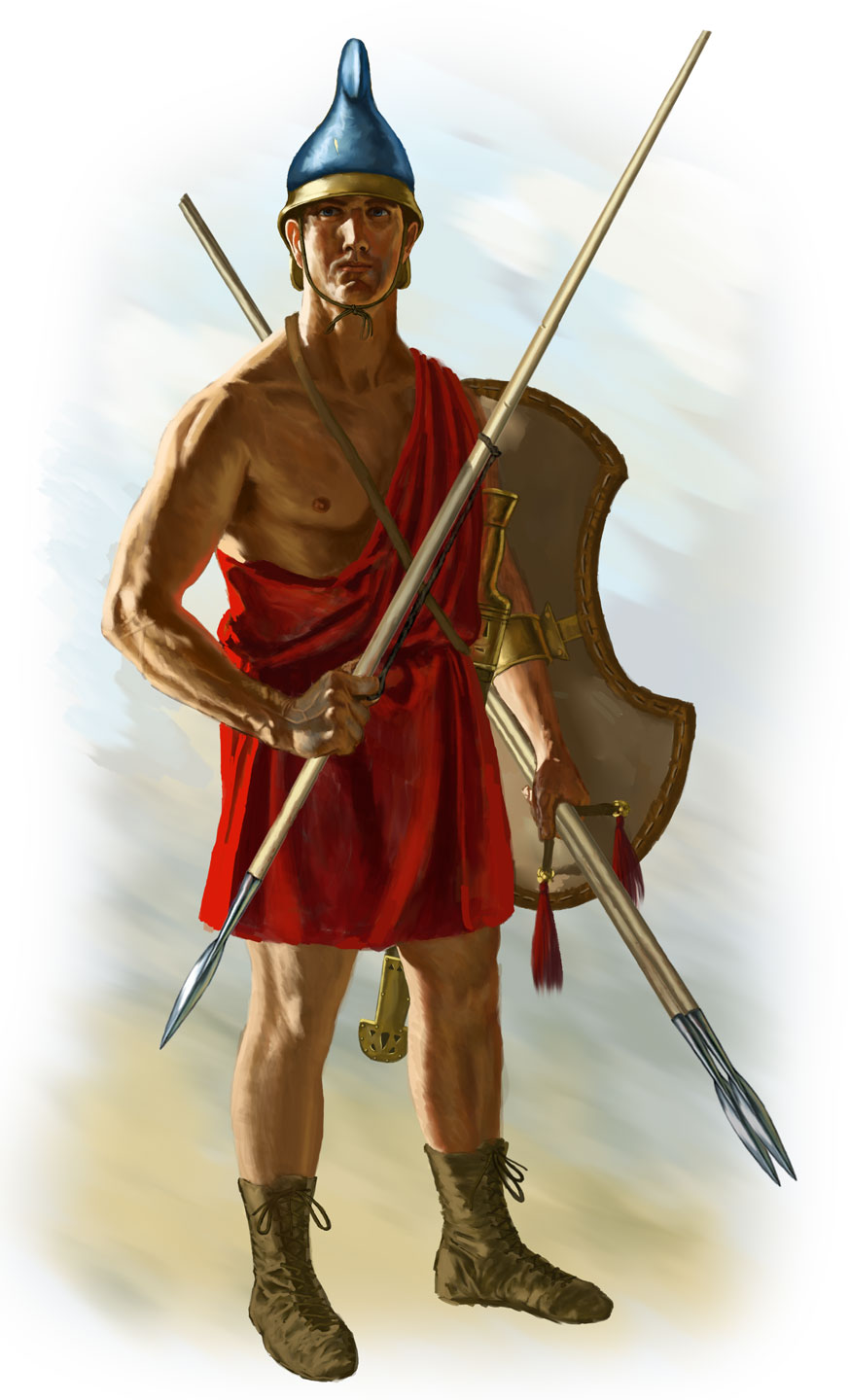
Peltas Agrianianas. Este peltasta segura três dardos, um na mão de arremesso e dois na mão do pelte (escudo) como munição adicional.

Peltasta (em grego: πελταστής, transl.: peltastés; em latim: peltasta) era, entre os gregos, um soldado de infantaria geralmente utilizado em escaramuças. Originalmente, os peltastas eram tropas leves da Trácia e seu nome era derivado do escudo leve que usavam, chamado de pelta (em grego: πέλτη, transl.: pélte). Eles não usavam armadura, o que permitia que se movimentassem com rapidez no campo de batalha. Cada homem carregava várias lanças com, geralmente, um metro de comprimento.
Sua função no campo de batalha era avançar sobre formações inimigas pesadas e lentas, arremessar lanças nessas formações e recuar antes que o inimigo os alcançasse. Se os peltastas conseguissem atacar as legiões pelos flancos (lado direito, desprotegido), poderiam causar baixas e romper a formação antes que o batalhão dos hoplitas fosse reunido. O aumento do uso de tropas leves, como os peltastas, acabou por tornar obsoletos os exércitos compostos inteiramente de hoplitas.